# ايمانويل باش
ايمانويل باش (بالفرنسية: Emmanuelle Bach)‏ هي ممثلة فرنسية، ولدت في 31 مايو 1968 في باريس في فرنسا.

## وصلات خارجية
- ايمانويل باش على موقع IMDb (الإنجليزية)
- ايمانويل باش على موقع ألو سيني (الفرنسية)
- ايمانويل باش على موقع قاعدة بيانات الفيلم (الإنجليزية)
- ايمانويل باش على موقع كينوبويسك (الروسية)